# Lago Goletta
Il lago Goletta (in francese Lac de Golette) è un piccolo lago alpino situato nei pressi di Rhêmes-Notre-Dame, in Valle d'Aosta.

## Descrizione
Il lago si trova a 2699 m s.l.m., posto sotto i picchi della Granta Parey e della Becca della Traversière. Si tratta di un tipico esempio di lago glaciale, alimentato dalle acque di scioglimento del ghiacciaio di Goletta. Assume un colore verdastro ed è circondato da un paesaggio definito lunare.

## Accesso
Il lago è comodamente raggiungibile con una seggiovia partente dal Rifugio Gian Federico Benevolo, in una salita che richiede circa 3 ore.